# Gingidia harveyana
Gingidia harveyana är en flockblommig växtart som först beskrevs av Ferdinand von Mueller, och fick sitt nu gällande namn av J.W.Dawson. Gingidia harveyana ingår i släktet Gingidia och familjen flockblommiga växter. Inga underarter finns listade i Catalogue of Life.